# Per aspera ad astra (Mia Martini)
Per aspera ad astra è una VHS pubblicata nel 1996 contenente il concerto tenuto da Mia Martini il 15 maggio 1992 presso il Teatro Nazionale di Milano. È stato ristampato su DVD nel 2004.
Il titolo del VHS o DVD, scelto da Mia Martini nel 1992, si riferisce ad una celebre frase latina dal significato letterale: «attraverso le asperità sino alle stelle» e in senso traslato «il successo si ottiene solo con la fatica».
Il concerto inizia con un monologo di Mia Martini che spiega il desiderio e la necessità di ricorrere per la prima volta in assoluto ad un concerto registrato dal vivo per sua stessa volontà.
Esso ha inizio con il brano Gli uomini non cambiano, da poco presentato al Festival di Sanremo 1992 e giunto al 2º posto tra i Big, per poi ripercorrere tutti i brani più importanti e famosi degli anni settanta, anni ottanta fino ad Ed ora dico sul serio e Spaccami il cuore che segnano il ritiro dalle scene; poi Mimì si ripresenta sul palco con il brano Almeno tu nell'universo che segna il suo ritorno al successo e sulle scene musicali nel 1989 per poi giungere, attraverso anche magnifici duetti con Enzo Gragnaniello, al brano La costruzione di un amore.

## Canzoni
1. Intro
2. Gli uomini non cambiano
3. Padre davvero
4. Piccolo uomo
5. Donna sola
6. Minuetto
7. Dove il cielo va a finire
8. Inno
9. Milho verde/Veni sonne di la muntagnella
10. Per amarti
11. Canto alla luna
12. Del mio amore
13. E non finisce mica il cielo
14. Stelle
15. Nobody knows trouble I've seen/Spaccami il cuore
16. Ed ora dico sul serio
17. Almeno tu nell'universo
18. Danza pagana
19. Donna (con Enzo Gragnaniello)
20. Mi basta solo che sia un amore
21. Stringi di più (con Enzo Gragnaniello)
22. Cu'mme (con Enzo Gragnaniello)
23. Luna rossa (con Enzo Gragnaniello)
24. Scenne l'argiento (con Enzo Gragnaniello)
25. La costruzione di un amore

## Musicisti
- Arrangiamenti, piano e tastiere aggiunte: Marco Falagiani
- Arrangiamenti e piano digitale: Mark Harris
- Chitarre: Massimo Fumanti
- Basso: Maurizio Galli
- Batteria: Walter Calloni
- Tastiere: Nico Gaeta
- Fiati e strumenti etnici: Giancarlo Parisi
- con la partecipazione di: Enzo Gragnaniello

## Crediti
- Regia: Pepi Morgia
- Service: Milano Music Service
- Fonico di sala: Ivano Calissi
- Fonico di palco: Oliver Marino
- Tecnici di palco: Max Dale Molle, Fabio Bramati
- Operatore scanner: Giovanni Pinna
- Tecnici luci: Nicola Bruno, Giorgio Borbelli, Vincenzo Ottolini
- Driver: Wilfred
- Tour manager: Claudio Minonzio
- Road manager: Giovanni Masera
- Organizzazione tour: Cose di musica
- Spostamenti del tour: vetture Citroen Italia Spa
- Registrazioni dal vivo: Studio mobile Blanche, Modena
- Tecnico registrazioni: Piero Bravin
- Missaggi: Studio Emme, Prato
- Tecnico missaggi: Piero Bravin
- Troupe video: Rai2
- Regia riprese dal vivo: Enrico Bosio
- Assistente musicale: Massimo Ravazzini
- Montaggio video: David Martinez, Edithink, Milano
- Art direction ed edithing supervisor: Guido Harari
- Abiti Mia Martini: Giorgio Armani
- Hair e make-up: Aldo Coppola
- Fotografie anni '70: Arnaldo Liverani, Agenzia Aelle, Milano
- Fotografie anni '80: Guido Harari
- Copertine dischi per gentile concessione di: Bmg Ariola, Dischi Ricordi, Wea Italiana
- Aspera (Coca Rossi in Barbani); Astra (Dora Barbani in Rossi): courtesy of Mario
- Produzione esecutiva: Bruno Sconocchia per Cose di Musica
- Produzione artistica: Mia Martini per M.M Voice Sound
- Remastered (2004) with Sadie DSD 8 System by Dario Bontempi at Eclisse Mastering Division, Milan
- Dvd authoring: Giorgio Presti

## Ringraziamenti
Mia Martini ringrazia:
- Giorgio Armani SPA ed il suo staff
- la contessa Giovanna Borletti
- Aldo Coppola ed il suo staff
- Gabriella Invernizzi per la Citroen Italia Spa
- Enzo Gragnaniello e Nando Coppeto
- Enrico Bosio e Rai2
- Letizia e Guido Harari
- Flora Sala
- Mario, Augusto e famiglia canina
- Francesca Romana e Maurizio Lupoi
- Marco Falagiani
- Piero Bravin
- Giancarlo Parisi
- Pippo Agugliera e "Chez Mimì"
- Mario Luzzatto Fegiz